# Thomas Burgess (Bischof)

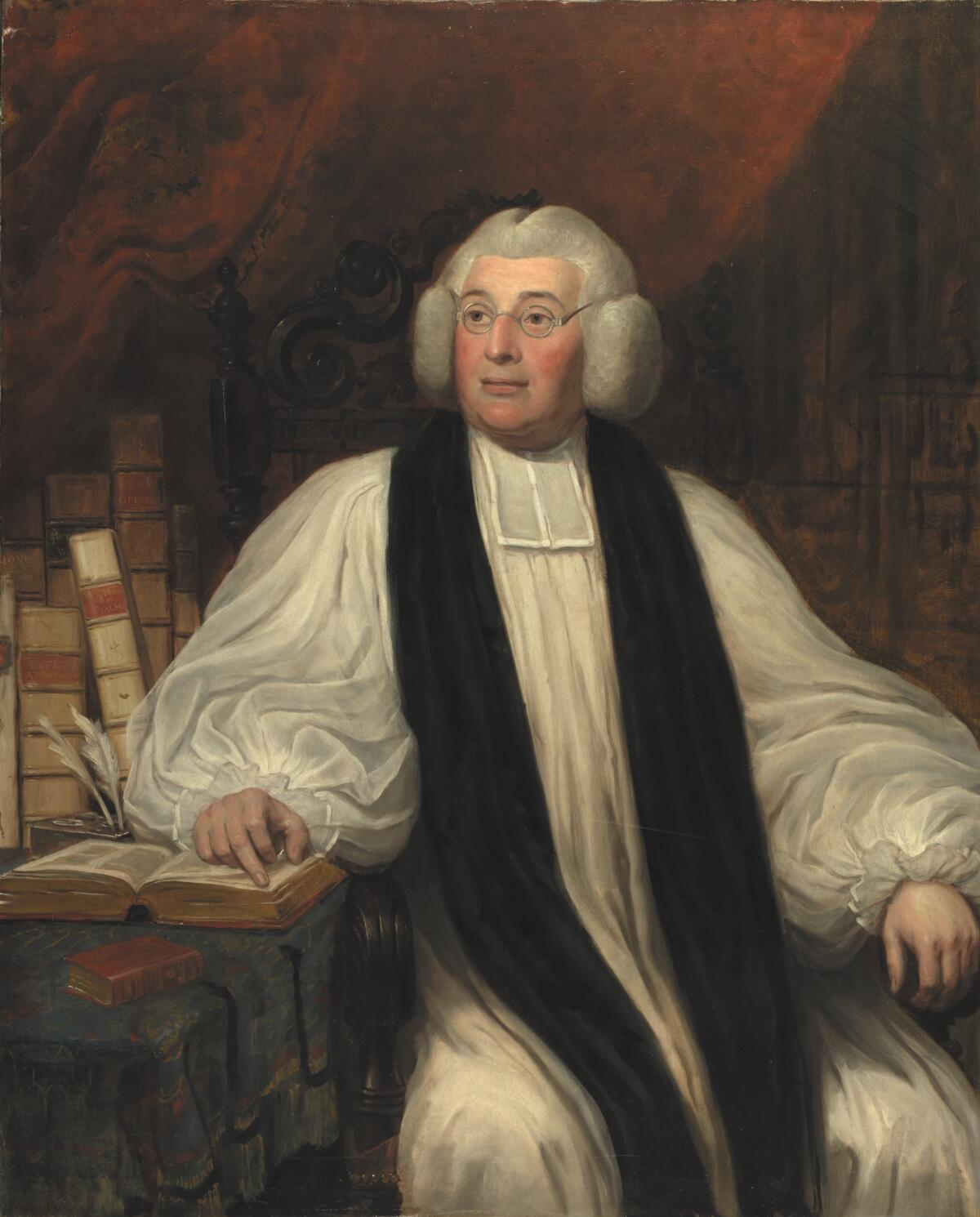
Thomas Burgess

Thomas Burgess (* 18. November 1756 in Odiham, Hampshire; † 19. Februar 1837 in Salisbury) war ein englischer Autor und Philosoph.

## Leben
Thomas Burgess besuchte nach der Schule in Winchester das Corpus Christi College in Oxford. Noch vor dem Abschluss bearbeitete er die Neuauflage von John Burtons Pentalogia. Im Jahre 1781 brachte er eine kommentierte Auflage von Richard Dawess Miscellaneci Critica heraus, die 1800 auch in Leipzig erschien. Im Jahre 1783 wurde er ein Fellow seines College, und im Jahre 1785 wurde er zum Kaplan von Shute Barrington berufen, dem Bischof von Salisbury. Durch dessen Einfluss erhielt er einen Pfründersitz, den er bis 1803 innehatte.
Im Jahre 1788 veröffentlichte er Considerations on the Abolition of Slavery (Betrachtungen zur Abschaffung der Sklaverei), in der er sich für das Prinzip der abgestuften Emanzipation einsetzte. Im Jahre 1791 begleitete er Barrington nach Durham, wo er sich der evangelisierenden Arbeit der ärmeren Klassen einsetzte. Im Jahre 1803 wurde ihm das freie Amt des Bischofs von St Davids zugewiesen, das er die folgenden zwanzig Jahre mit großem Erfolg innehatte. Er gründete in der Diözese die Society for Promoting Christian Knowledge (Gesellschaft zur Verbreitung des Christlichen Wissens) und auch das St David’s College (heute die University of Wales Lampeter), das er großzügig ausstatte, und der er seine große Bibliothek nach seinem Tode vermachte.
Im Jahre 1820 wurde er der erste Präsident der gerade gegründeten Royal Society of Literature (Königliche Gesellschaft für Literatur), drei Jahre später übernahm er den Bischofsstuhl von Salisbury, den er für zwölf Jahre innehatte, und mit unermüdlichem Fleiß nach seinem wohltätigen Sinn leitete. In St Davids, ebenso wie in Salisbury, gründete er die Church Union Society (Vereinigungskirche) zur Unterstützung von gebrechlichen und notleidenden Geistlichen. Er richtete sich scharf gegen den Unitarismus und die katholische Emanzipation.
Eine Auflistung seines sehr umfangreichen Werks kann man in seiner Biographie von JS Harford (zweite Auflage 1841) finden. Neben den schon erwähnten Werken sei noch verwiesen auf Essay on the Study of Antiquities, The First Principles of Christian Knowledge; Reflections on the Controversial Writings of Dr Priestley, Emendationes in Suidam et Hesychium et alios Lexicographos Graecos; The Bible, and nothing but the Bible, the Religion of the Church of England.